# Храбјетице (Јанов на Ниси)
Храбјетице (чеш. Hrabětice) је заселак насеља Јанов на Ниси у округу Јаблонец на Ниси, у Либеречком крају, Чешка Република.

## Становништво
Према подацима о броју становника из 2001. године заселак је имао 6 становника.